# Morawin (powiat ostrzeszowski)
Morawin – wieś w Polsce położona w województwie wielkopolskim, w powiecie ostrzeszowskim, w gminie Doruchów.
W latach 1954–1959 wieś należała i była siedzibą władz gromady Morawin, po jej zniesieniu w gromadzie Doruchów.
Inne miejscowości o nazwie Morawin: Morawin